# كيريل زوبكوف
كيريل زوبكوف (بالروسية: Кирилл Зубков)‏ هو لاعب كرة قدم روسي في مركز الوسط، ولد في 24 يوليو 1994 في ريازان في روسيا. لعب مع دينامو موسكو ونادي فولغا نيجني نوفغورود.